# Campeonato da Guatemala de Ciclismo em Estrada
O Campeonato da Guatemala de Ciclismo em Estrada é uma concorrência anual organizada pela Federação Guatemalteca de Ciclismo que outorga o título de Campeão da Guatemala na modalidade de ciclismo de estrada. O ganhador ou ganhadora tem direito a vestir, durante um ano, a camisola com as cores da bandeira da Guatemala nas provas de ciclismo de estrada por todo mundo.

## Palmarés masculino
| Ano  | Ouro                      | Prata                     | Bronze                   |
| 1955 | Jorge Surqué Canel        |                           |                          |
| 1956 | Victor Canel España       | Jorge Armas               |                          |
| 1993 | René Ortiz                |                           |                          |
| 1994 | Anton Dario Villatoro     |                           |                          |
| 1995 | Gonzalo Santos            |                           |                          |
| 1996 | Gustavo Carillo           |                           |                          |
| 1997 | Alberto Firmin Mendez     |                           |                          |
| 1998 | Amilcar Gramajo           |                           |                          |
| 1999 | Fernando Wilfredo Escobar |                           |                          |
| 2000 | Miguel Angel Perez        |                           |                          |
| 2001 | Fernando Escobar          |                           |                          |
| 2002 | Nery Velásquez            |                           |                          |
| 2003 | Nery Velásquez            |                           |                          |
| 2004 | Nery Velásquez            | Abel Jochola              | Lizandro Roberto Ajcú    |
| 2005 | Johnny Morales Aquino     |                           |                          |
| 2006 | Gerson Pérez              | Juan Alvarado             | Carlos Gabriel Hernandez |
| 2007 | Nery Velásquez            | Edgar Och Orozco          | Carlos Gabriel Hernandez |
| 2008 | José Zeceña               | Rodrigo Castillo Calderon | Mario Archila            |
| 2009 | Rolando Soloman           | Mario Pichiya             | Asbel Rodas Ochoa        |
| 2010 | Edgar Hoch                | Miguel Muñoz Yac          | Carlos Magzul            |
| 2011 | Julián Yac                | Luis Marroquín            | Walter Escobar           |
| 2012 | Mario Archila             | Alder Torres              | Danny Morales            |
| 2013 | Julián Yac                | Alfredo Ajpacajá          | Nervin Jiatz             |
| 2014 | Nervin Jiatz              | Luis Marroquín            | Julián Yac               |
| 2015 | Manuel Rodas              | Luis Marroquín            | Julián Yac               |
| 2016 | Manuel Rodas              | Julián Yac                | Nervin Jiatz             |
| 2017 | Walter Escobar            | Manuel Rodas              | Santos Ajpacajá          |
| 2018 | Mardoqueo Vásquez         | Nervin Jiatz              | Alfredo Ajpacajá         |

## Palmarés feminino
| Ano  | Vencedor                  | Segundo                      | Terceiro                  |
| ---- | ------------------------- | ---------------------------- | ------------------------- |
| 2010 | Sindy Morales             | Florinda De León             |                           |
| 2011 | Florinda De León          | Anahi Amado Boesch           | María Dolores Molina      |
| 2013 | Cynthia Eugenia Lee Lopez | Barbara Schoenfeld Rabanales | Gabriela Soto             |
| 2014 | Cynthia Eugenia Lee Lopez | Gabriela Soto                | Emelyn Galicia            |
| 2015 | Gabriela Soto             | Cynthia Eugenia Lee Lopez    | Olga Rodas                |
| 2016 | Cynthia Eugenia Lee Lopez | Gabriela Soto                | Andrea Guillen            |
| 2017 | Nicolle Bruderer          | Gabriela Soto                | Cynthia Eugenia Lee Lopez |
| 2018 | Gabriela Soto             | Nicolle Bruderer             | Cynthia Eugenia Lee Lopez |
| 2019 | Gabriela Soto             | Florinda De León             | Stephany Castillo         |
| 2020 |                           |                              |                           |
| 2021 | Gabriela Soto             | Cynthia Eugenia Lee Lopez    | Valeska Gomez             |
| 2022 | Gabriela Soto             | Valeska Gomez                | Florinda De León          |
| 2023 | Gabriela Soto             | Marlen Aguilar               | Cynthia Eugenia Lee Lopez |
| 2024 | Gabriela Soto             | Lidia Inay                   | Valeska Gomez             |